# National Defense University
La National Defense University (NDU; in italiano: Università della difesa nazionale) è il centro statunitense per la formazione militare (Joint Professional Military Education, JPME) a Washington, finanziato dal Dipartimento della difesa degli Stati Uniti e destinato a facilitare l'istruzione, la formazione e lo sviluppo professionale di alto livello dei leader della sicurezza nazionale
Il campus NDU principale si trova a Fort Lesley J. McNair, dove il fiume Anacostia incontra il fiume Potomac. L'NDU opera sotto la guida del capo dello stato maggiore congiunto (CJCS), con il viceammiraglio della United States Navy Fritz Roegge come presidente.

## Formazione accademica
- Joint Forces Staff College, Norfolk (Virginia)
- Industrial College of the Armed Forces (ICAF), Adm. Richard Jascot
- Joint Forces Staff College, Army Maj. Gen. Kenneth J. Quinlan
- Information Resources Management College (IRMC)
- National War College
- School for National Security Executive Education

## Ricerca
- Centro per lo studio delle armi di distruzione di massa
- Centro per la tecnologia e la politica di sicurezza nazionale
  - Istituto per gli studi strategici nazionali
  - Centro per lo studio degli affari militari cinesi
  - Centro nazionale del gioco strategico
  - Programma ITEA (Interagency Transformation, Education and Analysis)
  - Segretario del Strategic Policy Forum (SPF) per i membri del Congresso e gli alti funzionari del ramo esecutivo